# Thakin Kodaw Hmaing
Cette page contient des caractères spéciaux ou non latins. S’ils s’affichent mal (▯, ?, etc.), consultez la page d’aide Unicode.
Thakin Kodaw Hmaing (birman သခင်ကိုယ်တော်မှိုင်း, [θəkʰɪ̀ɴ kòdɔ̀ m̥áiɴ] ; 23 mars 1876-23 juillet 1964) est un poète, écrivain et homme politique birman. Il joua un rôle majeur dans l'éveil de la conscience nationale birmane au début du XXe siècle et exerça une influence littéraire considérable.

## Premières années
Hmaing est né Maung Lun dans le village de Wale, près de Prome, dans l'actuelle Région de Bago. Il fut envoyé très jeune à Mandalay pour y recevoir une éducation traditionnelle : à neuf ans, il assista à la chute de la dynastie Konbaung et au départ du roi Thibaw et de la reine Supayalat le 25 novembre 1885 : la famille royale fut conduite par les britanniques en chariot jusqu'à l'Irrawaddy, en passant près du monastère Myadaung (construit par la reine), où il était novice. Le souvenir de cette scène fut un des moteurs de sa ferveur nationaliste et de sa lutte pour l'indépendance.

## Un génie littéraire
En 1894, Hmaing se rendit à Rangoon pour commencer une carrière de dramaturge ; plus tard il passa au journalisme en écrivant des articles pour un journal de Moulmein. En 1903, il épousa Ma Shin whom, qu'il avait rencontré avant son départ pour Moulmein. Il revint à Rangoon en 1911, au moment où le mouvement nationaliste commençait à prendre de l'ampleur, pour travailler au journal Thuriya (Soleil). Sous son propre nom de Maung Lun ou Saya Lun, il avait déjà atteint un public important grâce à ses pièces de théâtre traditionnel, écrites en vers et consacrées à des mythes et légendes de l'histoire birmane. Il contribuait régulièrement à plusieurs publications, notamment le  magazine Dagon, dont il devint plus tard un des directeurs de publication,. 
Sa maîtrise de la littérature birmane lui offrait une aisance en vers difficilement égalée. Il était en outre véritable génie des rimes, multiples et complexes, comme dans ce couplet souvent cité : « Kaung myo ahtweidwei yenè chunzei myazei saw, daung owei yelo tunzei kazei thaw » (trad. anglaise : May a myriad good things with vigour have a chance; may the peacock have its call and dance). Le paon dansant (ka daung) était l'emblême de la souveraineté birmane, représenté sur des fanions, des pièces et des billets de banque, tandis que le paon combattant (hkut daung) était celui des syndicats étudiants birmans. Owei est l'appel du paon, ainsi que le titre du magazine de l'Union des étudiants de l'université de Rangoon (RUSU). 
Hmaing écrivait aussi dans un mélange de vers et de prose, présentant de brillantes satires sous la forme des commentaires religieux traditionnels, appelés htikas en pâli,  par exemple Hkway htika (litt. "(commentaire) au sujet des chiens"), où il fustigeait les politiciens qui gaspillaient leur énergie en querelles futiles, alors qu'ils auraient dû se concentrer sur la lutte contre le régime colonial.
1. Bo htika : au sujet des chefs (1914)
2. Daung htika : au sujet des paons (1920)
3. Myauk htika : au sujet des singes (1923)
4. Hkway htika : au sujet des chiens (1925)
5. Boingkauk htika : au sujet du boycott (1927)
6. Galonbyan dipani htika : au sujet du vol de Garuda (1931)
7. Thakin htika : au sujet des maîtres (Thakin) (1938)

## Mr Maung Hmaing
En 1916, son roman intitulé Missata Maung Hmaing hmadawbon wuttu (Les Épitres de Mr Maung Hmaing) écrit sous le nom de plume de Mr Maung Hmaing causa un scandale immédiat — ce qui était aussi son but. Maung Hmaing, une canaille aux mœurs de Casanova, était le personnage principal d'un roman populaire, Chinbaungywet the Maung Hmaing ("Le vendeur d'hibiscus Maung Hmaing") d'U Kyee (1848-1908), et en adoptant son nom tout en l'affublant d'un Mr, Maung Lun se moquait des birmans anglophiles qui avaient lancé la mode de rajouter ce mot devant leur nom. La mode cessa et le pseudonyme lui resta,.

## Le leader nationaliste
Hmaing rejoignit l'association nationaliste Dobama Asiayone (litt. : "Nous Birmans Association") en 1934 et devint rapidement le leader des jeunes Thakin — ce mot signifie "maître" en birman, indiquant que son porteur était le vrai maître de son pays, et non pas l'occupant britannique. Il fut désormais connu sous le nom de Thakin Kodaw Hmaing (Maître Seigneur Hmaing), et plus tard Sayagyi (grand professeur) Thakin Kodaw Hmaing.
Hmaing est considéré comme inégalé dans une forme de poésie traditionnelle nommée Laygyo gyi, qu'il revitalisa en la consacrant à des problèmes politiques contemporains. Hmaing inspira une génération entière de nationalistes birmans en les rendant fiers de leur histoire, de leur langage et de leur culture, et en les incitant à passer directement à l'action, par exemple en lançant des grèves parmi les étudiants et les ouvriers, sujet de sa satire Boingkauk htika ("au sujet du boycott"). Il était sans indulgence pour les opportunistes politiques, comme dans Hkway htika ("au sujet des chiens"). Sa poésie allusive et facilement mémorisable le rendit très populaire parmi le public birman, tout en lui évitant la censure du gouvernement colonial. 
Après la seconde grève des étudiants de l'Université de Rangoon, en 1936, lorsque fut créée l'Union des Étudiants de toute la Birmanie (ABSU), Hmaing fut élu son président d'honneur. En 1941, sa réputation de leader nationaliste lui valut une place d'"ennemi de l'état" dans la "liste birmane" des autorités coloniales. Il fit partie des leaders du Dobama qui envoyèrent à cette époque Aung San et les autres jeunes gens connus plus tard sous le nom de "Trente Camarades", pour qu'ils soient formés à la lutte armée contre les britanniques.

## Activiste pacifiste

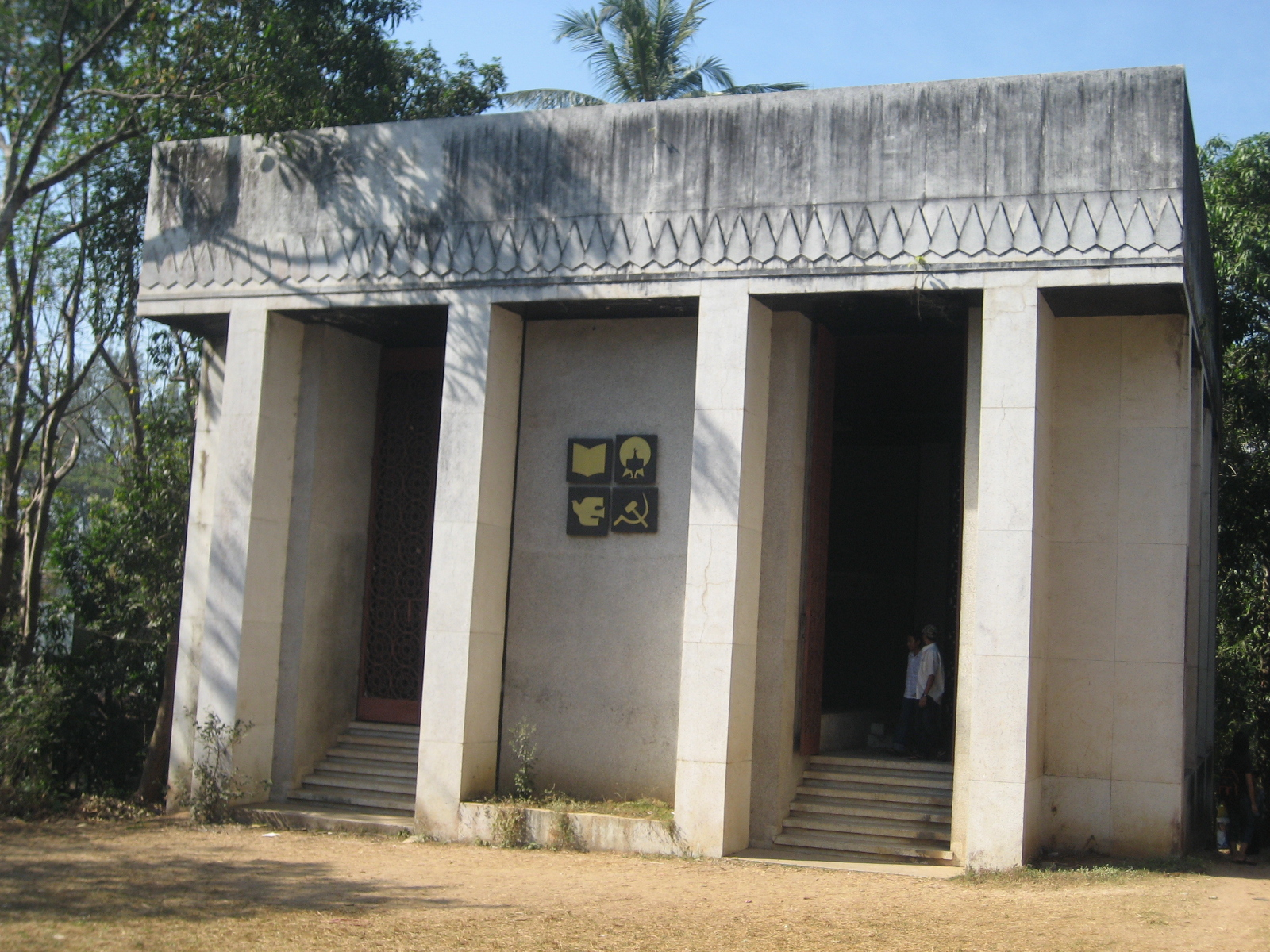
Mausolée de Thakin Kodaw Hmaing près de la pagode Shwedagon de Rangoon.

Après l'indépendance en 1948, la Birmanie plongea immédiatement dans une guerre civile qui désola Hmaing, et il passa la fin de sa vie à essayer de ramener la paix, au détriment de sa production littéraire. En 1952 il assista à la Conférence de paix pour la Régio Asie-Pacifique à Pékin. Il fut élu la même année président de la section birmane du Congrès mondial pour la paix et reçut le Prix Staline pour la paix en 1954. Il voyagea aussi en République populaire de Chine, en Mongolie, en Hongrie et en Union soviétique en 1953, et se rendit au Sri Lanka et en Inde pour la Conférence Mondiale pour la Paix en 1957. Il fut fait docteur honoris causa de l'Université de Hambourg en 1960.
En 1963, il soutint avec l'ancien général de brigade Kyaw Zaw le Comité pour la Paix Intérieure au cours de la conférence de paix entre le Conseil Révolutionnaire au pouvoir et les groupes rebelles (Parti Communiste de Birmanie, Communistres du Drapeau Rouge, minorités ethniques, etc.) En dépit du respect qu'il inspirait à toutes les parties, la conférence fut un échec. Comme Kyaw Zaw, Hmaing échappa à la vague d'arrestations qui suivit. Il mourut l'année suivante à Rangoon, le 23 juillet, à 88 ans.
Il fut enterré au pied de la pagode Shwedagon. (Le 23 mars 1976, plus d'une centaine d'étudiants venus lui rendre pacifiquement hommage pour le centenaire de sa naissance (Hmaing yabyei), furent arrêtés.)
Selon les mots de l'universitaire Anna Allott, il fut « a man of many skills - a true Buddhist and a staunch patriot; poet and playwright; historian and teacher; pioneer writer and satirist - Thankin Kodaw Hmaing is the single most revered literary figure in modern Burma » (un homme aux talents multiples - un vrai bouddhiste et un patriote fervent, un poète et un dramaturge, un historien et un enseignant, un écrivain d'avant-garde et un satiriste — Thankin Kodaw Hmaing est la figure littéraire la plus vénérée de la Birmanie moderne).

## Source
- (en) Cet article est partiellement ou en totalité issu de l’article de Wikipédia en anglais intitulé « Thakin Kodaw Hmaing » (voir la liste des auteurs).